# Бонезе
Бонезе (нем. Bonese) — община в Германии, в земле Саксония-Анхальт.
Входит в состав района Зальцведель. Подчиняется управлению Бетцендорф-Дисдорф. Население составляет 275 человек (на 31 декабря 2006 года). Занимает площадь 10,52 км².